# Peter Hribar
Peter Hribar (ur. 12 listopada 1999) – słoweński tenisista stołowy, olimpijczyk z Paryża 2024.

## Udział w zawodach międzynarodowych
| Impreza            | Rok  | Miejsce | Konkurencja       | Wynik       |                      |      |       |                   |             |
| ------------------ | ---- | ------- | ----------------- | ----------- | -------------------- | ---- | ----- | ----------------- | ----------- |
| Impreza            | Rok  | Miejsce | Konkurencja       | Wynik       | Igrzyska olimpijskie | 2024 | Paryż | turniej drużynowy | 1/16 finału |
| Mistrzostwa świata | 2022 | Chengdu | turniej drużynowy | 1/16 finału |                      |      |       |                   |             |
| Mistrzostwa świata | 2024 | Pusan   | turniej drużynowy | 1/16 finału |                      |      |       |                   |             |